# فرنسيسكو بورتيو
فرنسيسكو بورتيو (بالإسبانية: Francisco Alejandro Bautista Portillo) (25 يناير 1981 ببنما - ) هو لاعب كرة قدم بنمي في مركز حراسة المرمى. شارك مع منتخب بنما لكرة القدم. أما مع النوادي، فقد لعب مع نادي أليانزا ‏ وSan Francisco F.C. ‏ وسان سلفادور ‏ وأونسي مونيسيبال ‏ وسبورتينغ سان ميغيليتو ونادي ديبورتيفو أراب يونيدو وS.D. Atlético Nacional ‏ ونادي تاورو ‏.

## وصلات خارجية
- فرنسيسكو بورتيو على موقع قاعدة بيانات كرة القدم.إي يو (الإنجليزية)
- فرنسيسكو بورتيو على موقع ناشيونال فوتبول تيمز (الإنجليزية)
- فرنسيسكو بورتيو على موقع Soccerway.com (الإنجليزية)
- فرنسيسكو بورتيو على موقع عالم كرة القدم.نت (الإنجليزية)